# Spatuloricaria
Spatuloricaria (Спатулорікарія) — рід риб з групи Rineloricaria триби Loricariini з підродини Loricariinae родини Лорікарієві ряду сомоподібні. Має 12 видів. Наукова назва походить від латинських слів spatula, тобто «шпатель», та lorica — «панцир зі шкіри».

## Опис
Загальна довжина представників цього роду коливається від 8 до 40 см. Голова помірно велика, сплощена зверху. У самців вона являє рівнобедрений трикутник, а самиць — рівносторонній трикутник. Морда трохи подовжена. Очі невеличкі, розташовані у верхній частині голови, недалеко одне від одного. Існує міжочна виїмка. У статевозрілих самців з боків голови присутні довгі й товсті кігтеподібні одонтоди (шкіряні зубчики). Рот невеликий. Губи вкриті невеличкими наростами на кшталт бородавок. Зуби довгі й тонкі, самців мають форму ложки зверху, у самиць — звужені зверху. На міжщелепних кістках мало зубів. Тулуб кремезний, вкритий кістковими пластинами. Черево вкрито слабко розвиненими дрібними пластинками. Грудні плавці широкі, помірно довгі, з короткою основою та 1 шипом. У самців на цих шипах є великі одонтоди. Черевні плавці поступаються грудним, мають шипи. Хвостовий плавець короткий, широкий, верхній промінь звужується й переходить у довгу нитку.
Забарвлення сіре, піщано-жовте або коричневе, мають поперечні темні контрастні смуги. Черево має білий колір.

## Спосіб життя
Є демерсальними рибами. Воліють до прісних водойми з піщаним дном, вкритим галькою і дрібним камінням Ці соми укриттями не користуються, а воліють повністю зариватися в пісок. Активні вночі. Живляться м'якими водоростями і детритом.

## Розповсюдження
Мешкають у басейні річок Сан-Франсиску, Магдалена, Атрато, Какета, Парагвай, Бені, Туіра і озері Маракайбо — від Панами до Бразилії.

## Тримання в акваріумі
Необхідно акваріум заввишки 30-35 см, ємністю від 100 літрів. На дно насипають дрібний пісок темних тонів шаром 4-5 см. Як декорації підійдуть невеликого розміру камені й корчі, але їх повинно бути не багато. Рослини актуальні тільки уздовж задньої стінки акваріума.
Неагресивні риби. Тримають групою від 3-4 особин. Сусідами можуть стати неагресивні риби середніх і верхніх шарів. Донних риб, які порпаються в ґрунті із товариства краще виключити, оскільки вони будуть постійно турбувати сомів. Годують таблетками для рослиноїдних сомів, свіжими овочами та живим харчем. Швидко звикають до фаршу з морепродуктів. З технічних засобів знадобиться внутрішній фільтр середньої потужності для створення помірної течії, компресор. Температура тримання повинна становити 22-26 °C

## Види
- Spatuloricaria atratoensis
- Spatuloricaria caquetae
- Spatuloricaria curvispina
- Spatuloricaria euacanthagenys
- Spatuloricaria evansii
- Spatuloricaria fimbriata
- Spatuloricaria gymnogaster
- Spatuloricaria lagoichthys
- Spatuloricaria nudiventris
- Spatuloricaria phelpsi
- Spatuloricaria puganensis
- Spatuloricaria tuira